# Mediación de Trautmann
La mediación de Trautmann fueron unas negociaciones, finalmente fracasadas, entre el Gobierno chino de Chiang Kai-shek y el japonés de Fumimaro Konoe, presididas por el embajador alemán en China, Oskar Trautmann, de quién reciben su nombre, y celebradas a finales de 1937 y comienzos de 1938, durante los primeros meses de la segunda guerra sino-japonesa.

## Contexto
Tras el incidente del Puente de Marco Polo en julio de 1937 y el aumento de la tensión entre China y Japón, el estallido de los combates entre fuerzas de los dos países en agosto en Shanghái llevó a la extensión de la lucha y el comienzo de una guerra abierta entre ellos.

## Negociaciones
A comienzos de diciembre de 1937, caída Shanghái en manos japonesas y aprobado por el alto mando japonés el siguiente ataque a la capital china, Nankín, comenzaron las conversaciones de paz secretas entre los dos Gobiernos con la mediación del embajador alemán en China, Trautmann. Fue la única de las muchas negociaciones bilaterales en las que los mandos militares de ambas naciones llegaron a un acuerdo parcial sobre las condiciones para acabar con las hostilidades.
A pesar de las declaraciones de las autoridades chinas de estar decididas a continuar la resistencia y haber evacuado la mayoría de sus ministerios a Chongqing y Hankou, las continuas derrotas y la inminente pérdida de la capital dio la impresión a los alemanes de producir un desánimo en el Gobierno chino que permitiría la celebración de conversaciones de paz. La iniciativa había partido del Gobierno japonés, que había solicitado la mediación alemana.
Las primeras condiciones planteadas por los japoneses fueron primero despreciadas por Chiang Kai-shek, que esperaba equivocadamente que la conferencia de Bruselas aplicase sanciones a Japón, cuando le fueron comunicadas a través de la embajada alemana el 6 de noviembre. Al finalizar sin resultado la conferencia, Chiang no tuvo más remedio que aceptar la mediación de los alemanes a comienzos de diciembre. Chiang solo impuso como condición para comenzar las negociaciones el respeto a la integridad territorial china. Esta condición produjo divisiones entre los japoneses, que solo el 21 de diciembre, dos semanas antes recibir la aceptación de Chiang y tras la caída de Nankín, acordaron su respuesta al Gobierno chino. Los mandos medios del Ejército nipón, influidos por las continuas victorias militares, exigieron el endurecimiento de las condiciones presentadas originalmente, que las convertían en la práctica en la exigencia de una rendición incondicional china. El propio embajador alemán indicó que las nuevas condiciones tenían pocas probabilidades de ser aceptadas por las autoridades chinas.
Tanto el endurecimiento de las condiciones planteadas por Japón como las atrocidades cometidas durante la toma de Nankín, completada el 13 de diciembre, dificultaron el acuerdo entre los dos bandos. La respuesta china a la nueva propuesta japonesa se fue retrasando, lo que ofreció a los más extremistas del bando japonés la oportunidad para exigir la ruptura de las conversaciones.
Insatisfechos con la respuesta china, que solicitaba más detalle de las condiciones, que calificaba de demasiado indefinidas, el Gobierno y los mandos militares decidieron el 14 de enero de 1938 comunicar dos días más tarde al embajador alemán la ruptura de las negociaciones y mantener su plan, aprobado pocos días antes, de implantar un Gobierno chino favorable en Nankín. El 16 de enero, Japón proclamó su intención de dejar de tratar con el Gobierno de Chiang y su esperanza de que surgiese un nuevo Gobierno chino con el que poder negociar; cesaron así las comunicaciones entre los dos Gobiernos durante cerca de un año y continuó la contienda.